# Lista krakowskich posłów do Rady Państwa
Lista krakowskich posłów do austriackiej Rady Państwa w Wiedniu.

## Kadencje I-IV
W tym okresie (1861–1873) posłowie nie byli wybierani, lecz wyznaczani przez Sejm Krajowy Galicji.

## Kadencje V-X
Wybory w tym okresie były prowadzone według systemu kurialnego (zależnego od majętności wyborców).

### Kadencja V, wybory 24 października 1873
1. Ferdynand Weigel
2. Mikołaj Zyblikiewicz (zrezygnował w sierpniu 1874, w wyborach uzupełniających 8 października 1874 został wybrany Andrzej Rydzowski)

### Kadencja VI, wybory 8 czerwca 1879
1. Ferdynand Weigel (zrezygnował w 1881, w wyborach uzupełniających 8 listopada 1881 został wybrany Stanisław Mieroszewski)
2. Andrzej Rydzowski (zmarł 20 stycznia 1881, w wyborach uzupełniających 8 marca 1881 został wybrany Maksymilian Zatorski)

### Kadencja VII, wybory 26 października 1885
1. Leon Wojciech Chrzanowski
2. Maksymilian Zatorski (zmarł 19 lutego 1886, w wyborach uzupełniających 15-16 kwietnia 1886 został wybrany Maksymilian Machalski, który zmarł 30 września 1890, a na jego miejsce wybrano w wyborach uzupełniających 25 listopada 1890 Augusta Sokołowskiego, demokratę)

### Kadencja VIII, wybory 4 marca 1891
1. Ferdynand Weigel
2. August Sokołowski

### Kadencja IX, wybory 18 marca 1897
1. Ferdynand Weigel (demokrata)
2. August Sokołowski (demokrata)
3. Ignacy Daszyński (socjalista, wybrany w wyborach 11 marca 1896, z nowo utworzonej kurii V)

### Kadencja X, wybory 20 grudnia 1900
1. Jan Rotter (demokrata, zmarł 22 lipca 1906, w wyborach uzupełniających 17 października 1906 został wybrany Tomasz Sołtysik, demokrata)
2. Ferdynand Weigel (demokrata, zmarł 28 czerwca 1901, w wyborach uzupełniających 10 października 1901 został wybrany Ignacy Petelenz, demokrata)
3. Ignacy Daszyński (socjalista, wybrany z kurii V 13 grudnia 1900)

## Kadencje XI i XII
Wprowadzono wybory powszechne według okręgów terytorialnych.

### Kadencja XI, wybory 17 maja 1907
1. Walenty Staniszewski (endek)
2. Tadeusz Sikorski (demokrata)
3. Edmund Zieleniewski (demokrata)
4. Ignacy Petelenz (demokrata)
5. Adolf Gross (niezależny, stronnictwa żydowskie)

### Kadencja XII, wybory 13 czerwca 1911
1. Juliusz Leo (demokrata)
2. Tadeusz Sikorski (demokrata)
3. Edmund Zieleniewski (demokrata)
4. Ignacy Daszyński (demokrata)
5. Adolf Gross (niezależny, stronnictwa żydowskie)
6. Zygmunt Klemensiewicz (socjalista, z podkrakowskiego okręgu wyborczego, po włączeniu dzielnic IX-XX w Krakowie)
7. Włodzimierz Tetmajer (stronnictwo ludowe, z podkrakowskiego okręgu wyborczego, po włączeniu dzielnic IX-XX w Krakowie)

## Literatura
- J. Bieniarzówna, J. M. Małecki: Dzieje Krakowa. Kraków w latach 1796-1918. Kraków, 1979. ISBN 83-08-00116-5.